# Erich von Ungern-Sternberg
Erich von Ungern-Sternberg, född 17 februari 1910 i Tallinn, död 9 juli 1989 i Helsingfors, var en finländsk arkitekt. 
Erich von Ungern-Sternberg gjorde sig känd i synnerhet genom sina industribyggnader. Han utexaminerades som arkitekt från Tekniska högskolan 1938. Under perioden 1945-46 Ungern-Sternberg fungerade som arkitekt för Tavastehus läns landbrukssällskap, och efter det grundade han sin egen arkitektbyrå. Arkitektbyrån fungerade fram till 1977.